# Slaget vid Cremera
Slaget vid Cremera utkämpades mellan romerska republiken och den etruskiska staden Veii 477 f.Kr. (276 AUC). Historiska källor visar på romersk förlust av fästet vid floden Cremera och att Veiiborna därefter tågade in på romersk territorium.
Den bevarade redogörelsen för slaget, skriven av Titus Livius, är en utveckling av de verkliga händelserna och hyllar ätten Fabias uppoffringar. Troligen är målet att förklara Fabiernas frånvaro från konsulsposterna under åren efter slaget. Dessutom är redogörelsen tydligt influerad av spartanernas undergång i slaget vid Thermopyle.

## Bakgrund
Efter fredlig samexistens mellan Rom och Veii utbröt öppet krig mellan de närliggande städerna, vilket eskalerade till regelrätt krig 480 f.Kr., där den romerska armén var nära nederlag, men räddades av konsuln Kaeso Fabius Vibulanus. Efter slaget fortsatte Veiiborna att göra räder mot romerskt territorium och retirera framför de romerska legionerna, så att de inte kunde gå i strid mot dem.
Då de var upptagna av en konflikt med aequierna och volskerna kämpade romarna på två fronter. Därför erbjöd sig ätten Fabius 479 f.Kr. att ta sig an Veiiborna själva, medan de republikanska legionerna kämpade mot andra fiender. Livius säger att alla 306 vuxna (det vill säga över femton år) Fabier gick i krig, tillsammans med sina underlydande.
Fabierna byggde ett fäste vid floden Cremera, nära Veii, varifrån de lyckades begränsa Veiibornas räder. Veiiborna lockade romarna till strid framför fästet, men besegrades av Fabierna och en romersk armé ledd av konsul Lucius Aemilius Mamercinus, varför de tvingades till vapenvila.
Efter att vapenvilan var bruten återupptog Veiiborna sina räder, men blev gång på gång besegrade av Fabierna, som, upprymda av sina framgångar, blev allt modigare och anföll och plundrade veiiskt territorium.

## Redogörelse för slaget
Till slut gick Fabierna dock i en fälla, gillrad av Veiiborna. Då man ansåg att fienden var långt borta från fästet lämnade romarna detta, för att infånga en hjord, varpå de spred sig i jakt på djuren. Då närmade sig Veiiborna och omringade Fabierna. Genom att använda kilformation lyckades romarna bryta sig igenom och ta sig till en kulle, där de lyckades slå tillbaka alla etruskiska anfall, tills en veiisk styrka anlände och anföll dem bakifrån.
Alla fabier blev dödade, förutom Quintus Fabius Vibulanus, som var för ung för att gå i krig.